# Staś Tarkowski
Staś Tarkowski, właśc. Stanisław Tarkowski – fikcyjna postać, główny bohater powieści W pustyni i w puszczy (1911) Henryka Sienkiewicza i jej filmowych adaptacji.

## Charakterystyka postaci

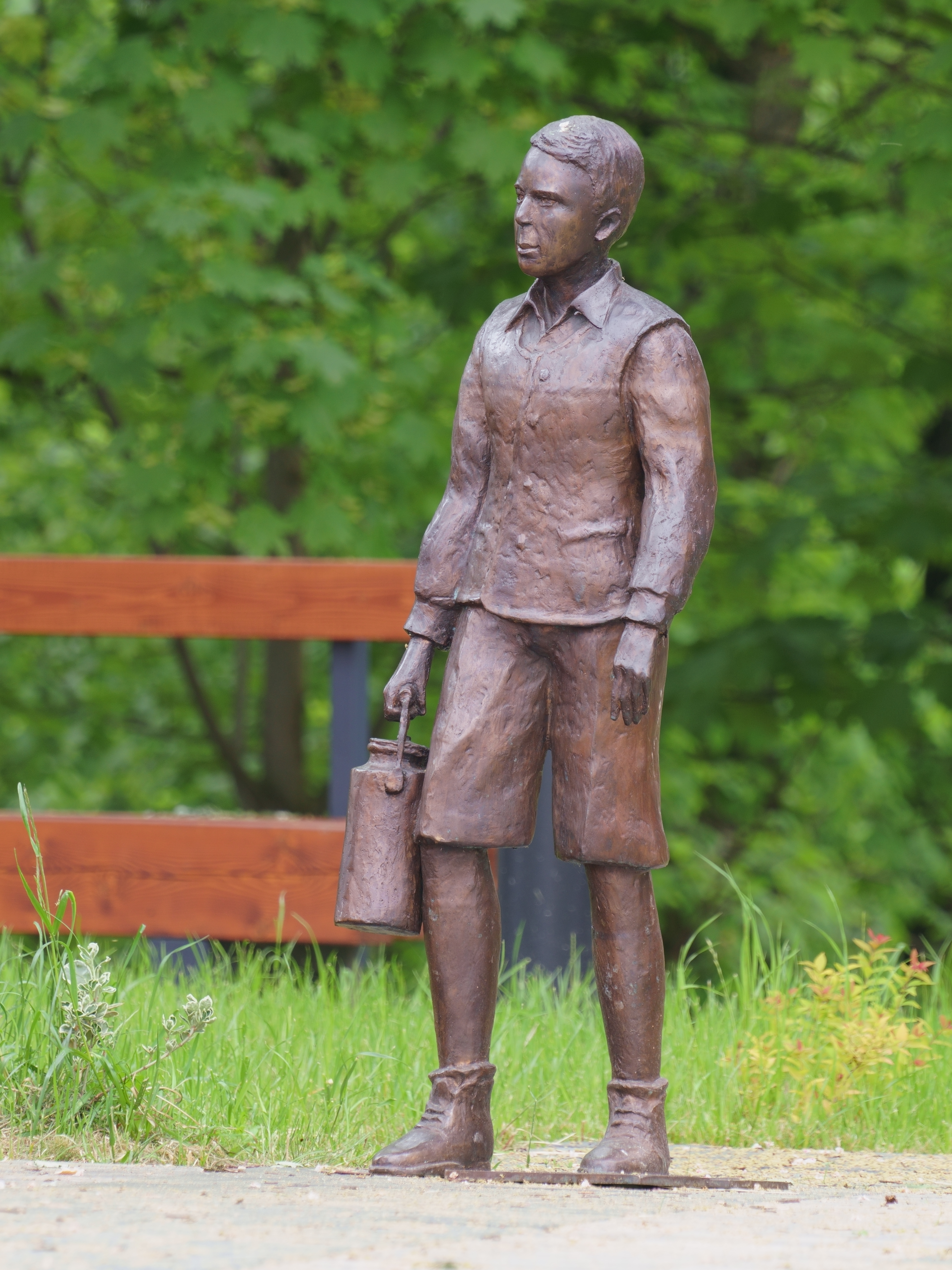
Pomnik w Rudawie

Bohater powieści był 14-letnim chłopcem, synem polskiego inżyniera, byłego powstańca styczniowego i sybiraka, zatrudnionego przy budowie i konserwacji Kanału Sueskiego. Jego matka, z pochodzenia Francuzka, zmarła przy jego porodzie. Na tle swoich rówieśników wyróżniał się zarówno zręcznością i siłą, jak i zdolnością do łatwego uczenia się, w tym nauki języków obcych. Dobrze jeździł konno i pływał. Był on także wyższy od rówieśników. Zdawał sobie sprawę ze swych zdolności, zdarzało mu się więc popadać w zarozumiałość. Postawa Stasia uległa stopniowej przemianie po porwaniu jego oraz jego towarzyszki, Nel Rawlison, przez derwiszów. Do wychodzenia z kolejnych opresji i przezwyciężania problemów przydaje mu się zręczność i mądrość, jednakże wykazuje się też opiekuńczością w stosunku do swej młodszej towarzyszki. Początkowo wynika to bardziej z wpojonego mu przez ojca honoru, Staś uważa za swój obowiązek dotrzymanie danego słowa, iż będzie opiekował się dziewczynką. Później jego postawa staje się coraz bardziej bezinteresowna. Nie bez znaczenia są także ukazane w powieści patriotyzm chłopca oraz wierność wyznawanej religii. Staś wykazał się sprytem, odwagą i pomysłowością, dzięki której najpierw zbiegł z niewoli u zwolenników Mahdiego, a następnie powrócił z Nel bezpiecznie do rodziny, by po latach ożenić się z nią.

## Geneza imienia bohatera
Gdy w 1908 Sienkiewicz wraz z żoną mieszkał w rudawskim domu z wieżyczką, codziennie rano przynosił mu świeże mleko lubiany przez niego miejscowy chłopiec Staś Tarkowski (ur. 5 listopada 1905 – zm. 27 września 1970). Jego imię i nazwisko otrzymał później główny bohater powieści W pustyni i w puszczy (1911). Na miejscowym cmentarzu na grobie Stanisława Tarkowskiego znajduje się owa informacja.
Na rynku w Rudawie od listopada 2021 znajduje się  odlany w metalu pomnik przedstawiający chłopca niosącego bańkę z mlekiem. Na płycie pomnika napisano: „Stasiu, uczynię cię sławnym – Henryk Sienkiewicz”. Rzeźba została odsłonięta w 110. rocznicę pierwszego wydania książki W pustyni i w puszczy.